# الباحة 29

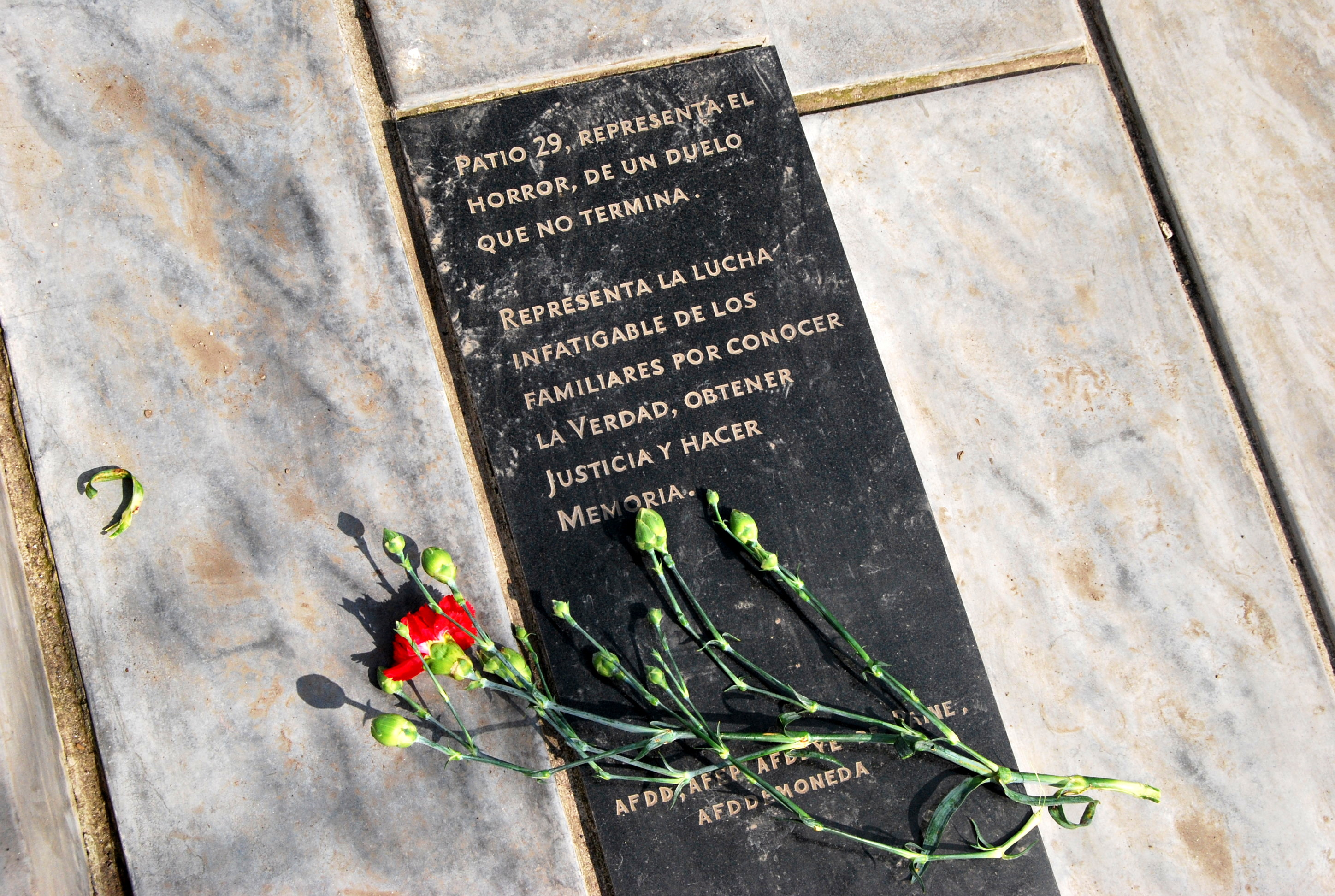
لوحة على الباحة 29 ، المقبرة الجماعية لضحايا الحكم العسكري في تشيلي عام 1973

الباحة 29 أو Patio 29 هي مقبرة جماعية في مقبرة سانتياغو العامة في تشيلي، دُفن فيها السجناء السياسيون المجهولون، خاصة أولئك الذين "اختفوا" خلال انقلاب عام 1973 في تشيلي. استخدمت حكومة أوغوستو بينوشيه العسكرية هذه المقبرة الجماعية لدفن الأشخاص غير المعلومين في السبعينيات، إلى أن ظهرت معلومات مجهولة المصدر نبهت المواطنين إلى تلك المقبرة. ومع عودة الديمقراطية إلى تشيلي في عام 1990، قامت جهود لاستخراج الجثث حتى عام 2006، وتمكنت من انتشال 126 جثة من 105 قبرًا، وجرى التعرف على ثلاثة أرباع الضحايا. بيَّنَ اختبار الحمض النووي الذي جرى لاحقًا عام 2005 وجود أخطاء واسعة النطاق في تحديد هوية الضحايا، وبدأ عمل قاعدة بيانات جديدة لتحديد الهوية في عام 2007. أفادت سلطات استخراج الجثث بأنه قد تم استخراج كل الجثث الموجودة في المقبرة، بينما تعتقد عائلات الضحايا خلاف ذلك.
أصبحت هذه المقبرة هي أول مقبرة في شيلي تُعتبر نصباً وطنياً محميًا في عام 2006. وأصبح الموقع يمثل رمزًا لحركة حقوق الإنسان باختفاء انقلاب عام 1973. وبذلك أصبحت «الباحة 29» جزءًا من برنامج «التعويض الرمزي» لحكومة باشليه. وتُنظم مسيرات سنوية ضد الانقلاب إلى ذلك الموقع.

## التاريخ
في عام 1973 أطاح انقلاب عسكري بالحكومة الاشتراكية في تشيلي وقامت حكومة دكتاتورية عسكرية برئاسة أوغستو بينوشيه، القائد الأعلى للجيش التشيلي. عُرف الحكم العسكري بالقمع المنهجي لكل المعارضين السياسيين. وقعت أسوأ حالات العنف خلال الأشهر الثلاثة الأولى من الانقلاب، حيث بلغ عدد المعارضين المشتبه في أنهم قد قُتلوا أو «اختفوا» عدة آلاف.
في عام 1979، تلقى مكتب حقوق الإنسان في الكنيسة الكاثوليكية معلومات بشأن الدفن غير القانوني لستة من الضحايا من باين، في قسم من المقبرة الرئيسية في سانتياغو، والمعروف باسم «الباحة 29»؛ أدى ذلك إلى تحقيق قضائي كشف أن الباحة 29 قد استخدمت لدفن الجثث مجهولة الهوية للسجناء السياسيين الذين تم إعدامهم بين عامي 1970 و1980، وخاصة أولئك الذين اختطفوا خلال انقلاب عام 1973.
في عام 1981، منع المدعي العام العسكري في سانتياغو حرق الجثث التي المجهولة ومنع إزالتها، بالرغم من أن Walkowitz and Knauer كتبا في كتاب «ذاكرة وأثر التحول السياسي في الفضاء العام» (Memory and the Impact of Political Transformation in Public Space) أن الحكومة العسكرية قد اكتشفتها وأخفت مئات من تلك الجثث في عام 1982.  بعد انتهاء الحكم العسكري وعودة الديمقراطية إلى تشيلي في عام 1990، أصبح التحقيق في انتهاكات حقوق الإنسان ذو أولوية قصوى. وبالرغم من أن مرسوم العفو الصادر عام 1978 منع المحاكمة على جرائم ما قبل عام 1978، فقد سعت حكومة آيلوين الجديدة إلى الكشف عن الحقيقة ودفع التعويض لعائلات الضحايا وعينت لجنة وطنية للحقيقة والمصالحة. ذكر تقرير اللجنة في فبراير 1991 أن الضحايا قد اختفوا بعد فترة وجيزة من الانقلاب، وقُتلوا بطلق ناري، ويُفترض أنهم دفنوا في الباحة 29. كان موقع الباحة 29 هو الأكبر من بين حوالي 12 مقبرة جماعية تعود لعصر بينوشيه جرى تحديدها وتفتيشها.
في سبتمبر 1991، أصدر قاضيان في القضايا المرفوعة من قِبل النائب العام وعائلة الزعيم اليساري المختفي باوتيستا فان شوين أوامر قضائية لبدء مشاريع بحثية لاستخراج القبور وتحديدها. وظهر أن غالبية الجثث الـ 105 التي تم انتشالها في عام 1991 قد أصيبت بالرصاص والضرب. كان البعض قد فقد أطرافه أو كانت أطرافه مربوطة بالأسلاك. كان هناك ضحايا في عمر الـ 13 عامًا، واحتوت بعض التوابيت على عدة جثث. كان بينوشيه ما زال يشغل منصب القائد العام للقوات المسلحة خلال فترة استخراج الجثث عام 1991، وقد قال أن الجثث كانت مكدسة لتوفير مساحة («يا له من توفير كبير!»)، ولكنه اعتذر في وقت لاحق بعد غضب شعبي عارم. أحرج هذا التعليق أتباع بينوشيه. في كتاب Reckoning with Pinochet كتب Stern أن عملية استخراج الجثث عام 1991 دفعت الجمهور إلى النظر إلى جنود بينوشيه الذين يحاكمون كمجرمين. تم مطابقة سجلات الكنيسة الكاثوليكية في سانتياغو بسجلات تشريح الجثث لتحديد وإعادة رفات الضحايا إلى أقاربهم الأحياء.
وحتى عام 2006، تم العثور على 126 جثة، منها 96 تم تحديد هويتها من قِبل المعهد القانوني الطبي في عام 1998.  ذكرت السلطات أن جميع الجثث في الباحة 29 قد تم استخراجها بحلول عام 2006، على الرغم من أن بعض عائلات الضحايا ترى خلاف ذلك. حيث لم يتم العثور على أكثر من 1000 من المختفين من هذه الفترة. ظهرت الشكوك حول صحة نتائج التحقق من الهوية في عام 2003، وكشف اختبار الحمض النووي الخاص بالمعهد في عام 2005 عن وجود مشروع مليء بالأخطاء: حيث تم التعرف على 48 جثة بشكل غير صحيح و37 مشكوك فيها. أنشأ المعهد القانوني الطبي قاعدة بيانات جديدة للحمض النووي في مايو 2007. تم التعرف على ثلاث جثث بشكل إيجابي في أواخر عام 2009.
أعلن مجلس الآثار الوطني في تشيلي أن الباحة 29 نصب تذكاري وطني في 13 يوليو 2006  بناءً على طلب مجموعة من المشرعين في مجلس النواب. اختار المجلس الموقع كدليل على إجراءات حكومة بينوشيه العسكرية المستخدمة لإخفاء جثث المختفين وهوياتهم. وفي الحفل، تم وصف الباحة 29 كرمز لتاريخ البلد المؤلم ومكان تعليمي لحقوق الإنسان. يتم الحفاظ على الموقع وصيانته بواسطة أموال حكومية باعتباره «نصب وطني»، ما لم تأمر المحاكم بخلاف ذلك. ويُعد هذا هو أول مقبرة تصبح نصبًا تذكاريًا وطنيًا في تشيلي.
في عام 2008، نظم المجلس الوطني للآثار مسابقة معمارية لإعادة إحياء الباحة 29، واختار مشروعًا من شأنه أن يخلق ساحة موسيقية بها سبعة أعمدة نحاسية تربط قبر فيكتور جارا مع الباحة 29. يتكون النصب التذكاري من 3032 من الطوب الخرساني مسبق الصنع.

## الوصف
الباحة 29 هي مقبرة جماعية في المقبرة العامة في سانتياغو حيث دُفن فيها ضحايا التشويه والتعذيب والإعدام في ظل حكومة بينوشيه العسكرية. جاء أوغستو بينوشيه إلى السلطة في الانقلاب الشيلي عام 1973، حيث قاد الجيش الذي هاجم القصر الرئاسي وأطاح بالرئيس سلفادور أليندي. ألغى الحكم العسكري الحكم الدستوري لمدة 17 عامًا، تم بموجبه اعتقال آلاف التشيليين وتعذيبهم. قسم الباحة 29 من المقبرة يحده شارع Mexico من الشمال، وشارع O'Higgins من الشرق، وشارع Copihues من الجنوب، وشارع Maitenes من الغرب. وبالرغم من أن المقبرة غيرت ترقيمها في عام 1987 إلا أن ذلك القسم لا يزال يعرف باسم الباحة 29. يحتوي القسم على 105 قبرًا، ويحتوي العديد منها على أكثر من شخص واحد. والقبور مميزة بأحجار القبور المصنوعة من الحديد مع تواريخ الدفن وعبارة "NN" التي تعني «لا اسم» ("no name"). معظم التواريخ في الأشهر الأربعة الأخيرة من عام 1973. لم يتم إعادة استخدام الموقع للدفن. يوجد قبر فيكتور جارا -وهو ضحية بارزة في انقلاب بينوشيه عام 1973- في سرداب قبالة الباحة 29.

## التأثير الثقافي
أدت عمليات إخراج الجثث في الباحة 29 إلى إنتاج فيلمين وثائقيين: الباحة 29: تاريخ الصمت (Patio 29: Histories of Silence)، وفرناندو ها فويلتو (Fernando ha vuelto)، الذي روى قصة استعادة جثة فرناندو أوليفاريس موري من المقبرة ودفنه، ومقابلة مع زوجته بعد الشكوك التي طرحها اختبار الحمض النووي. في مراجعة لـ «الباحة 29 من ترايس لا كروز دي فييرو» (Patio 29 Tras la Cruz de Fierro)، وضع Katrien Klep الكتاب إلى جانب اتجاه دولي لحقوق الإنسان نحو «تخليد» الحدث، وكتابات المخروط الجنوبي عن "الآثار والنصب التذكارية و' لوغاريس دي ميموريا ' [أماكن للذاكرة] ] ". وتمشيا مع هذه الرمزية، أصبحت الباحة 29 جزءًا من برنامج «التعويض الرمزي» لحكومة باشليه.